# Voroneț
Voroneț – wieś w Rumunii, położona w północnej części Mołdawii, na Bukowinie, kilka kilometrów na południe od miasta Gura Humorului.
W Voroneț znajduje się obronny monastyr z malowaną cerkwią pod wezwaniem św. Jerzego z 2. połowy XV w. (fundacja Stefana Wielkiego), rozbudowaną i ozdobioną malowidłami zewnętrznymi w 1. połowie XVI w., wpisaną wraz z innymi malowanymi cerkwiami Bukowiny na listę światowego dziedzictwa UNESCO.